# Бесіда (картина Гогена)
«Бесіда» («Плітки», або «Слова, слова») (таїт. Les Parau parau фр. Conversation, ou les Potin, ou les Paroles, paroles — картина французького художника Поля Гогена із зібрання Державного Ермітажу.

## Опис картини
На картині зображені шість жінок, що сидять на землі в колі. Фігури обрамлені мальовничим пейзажем. У книзі «Ноа Ноа» Гоген писав: «На відкритому повітрі під тінистими деревами, жінки шепочуться в гігантському палаці, прикрашеному самою природою. Ось звідки ці казкові кольори, це пом'якшене повітря навколо». Картина нагадує пейзажі, написані художником в Мартиніці чотирма роками раніше, з багатою текстурою і яскравими формами. Фарби та контури пом'якшені, світло підпорядковане атмосфері, яка проникає в фігури, землю і дерева, поліруючи їх форми, але зберігаючи загальний стиль. Таїтянки на картині гарно одягнені в місіонерський одяг з мусліну, екзотична атмосфера виражена яскравими квітами. Зліва внизу міститься назва картини, підпис художника і дата: Les Parau Parau — PGauguin 91.

## Історія
У червні 1891 року Поль Гоген прибув на Таїті. Спочатку він був дуже розчарований, адже столиця острова, Папєете, була цивілізована й втратила первісність. Він жив у хатині на березі моря, серед тропічної природи — це видавалося йому раєм. Гоген зобразив красу тропічної природи, незіпсованих цивілізацією людей. Художник прагнув втілити утопічну мрію про земний рай, про життя людини в гармонії із природою. Поль Гоген купив солом'яну хатину в селі й почав писати картини. Він багато працює, ставиться до туземців із теплотою. Саме там і написана картина. «Бесіда» була першою в низці робіт Гогена на цей сюжет.
Гоген картину відіслав дружині в Копенгаген, щоб та показала її на виставці. У супровідному листі він особливо відзначив: «Я хочу, щоб в каталозі були ті назви, які дані на картинах: мова ця (таїтянська) дивна, має багато значень». У листі Д. де Монфреду він дає розширену назву картини: «Бесіда або Плітки»)
Після надсилання до Європи картина деякий час залишалася у власності дружини художника Метте Гоген. 18 лютого 1895 року вона була виставлена на розпродажі картин Гогена в паризькому аукціонному домі «Готель Друо», гроші з якої йшли на фінансування нової поїздки Гогена на Таїті. Ермітажна версія в тому ж 1895 році значилася на зберіганні у торговця картинами Жоржа Шоде; після смерті Шоде в 1899 році вона виставлялася в галереї Амбруаза Воллара. Згодом картина перебувала в галереї Поля Дюран-Рюеля, де була куплена в приватне паризьке зібрання і далі знову виставлена у Воллара. 4 травня 1907 року цю картину разом з " Пейзаж з павичами " придбав московський промисловець і колекціонер І. А. Морозов за 15000 франків .
Після Жовтневої революції колекцію Івана Морозова було націоналізовано, і з 1923 року картина перебувала в Державному музеї нового західного мистецтва. У 1948 році картина була передана в Державний Ермітаж . З кінця 2014 року виставляється на четвертому поверсі будівлі Головного штабу, зал 412 .
У колекції департаменту графіки Лувру зберігається рукопис книги Поля Гогена «Ноа Ноа», там є акварельний малюнок жіночих типів Таїті; дві верхні фігури з цього малюнка є натурними начерками для картини .

## Галерея

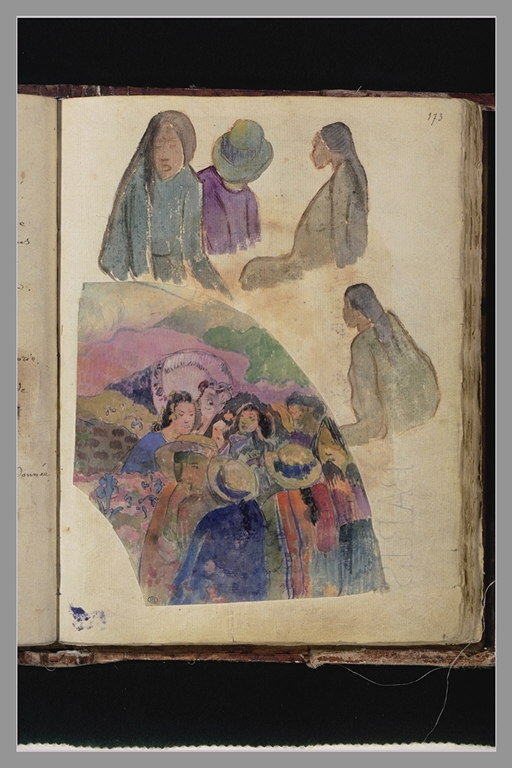
«Полінезійські жінки». Сторінка з рукопису «Ноа Ноа». Лувр
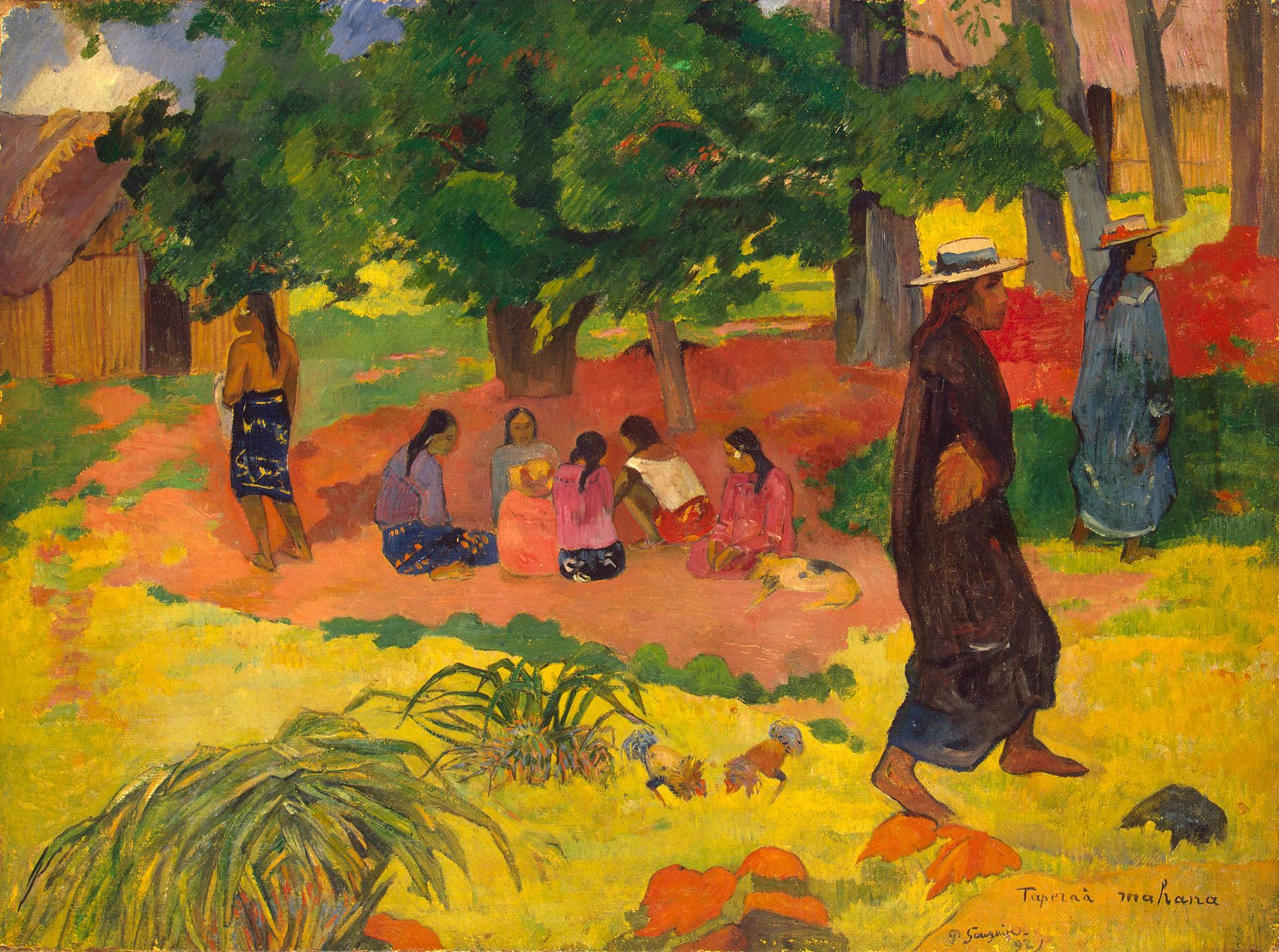
«Ранній вечір (Taperaa mahana)». Ермітаж
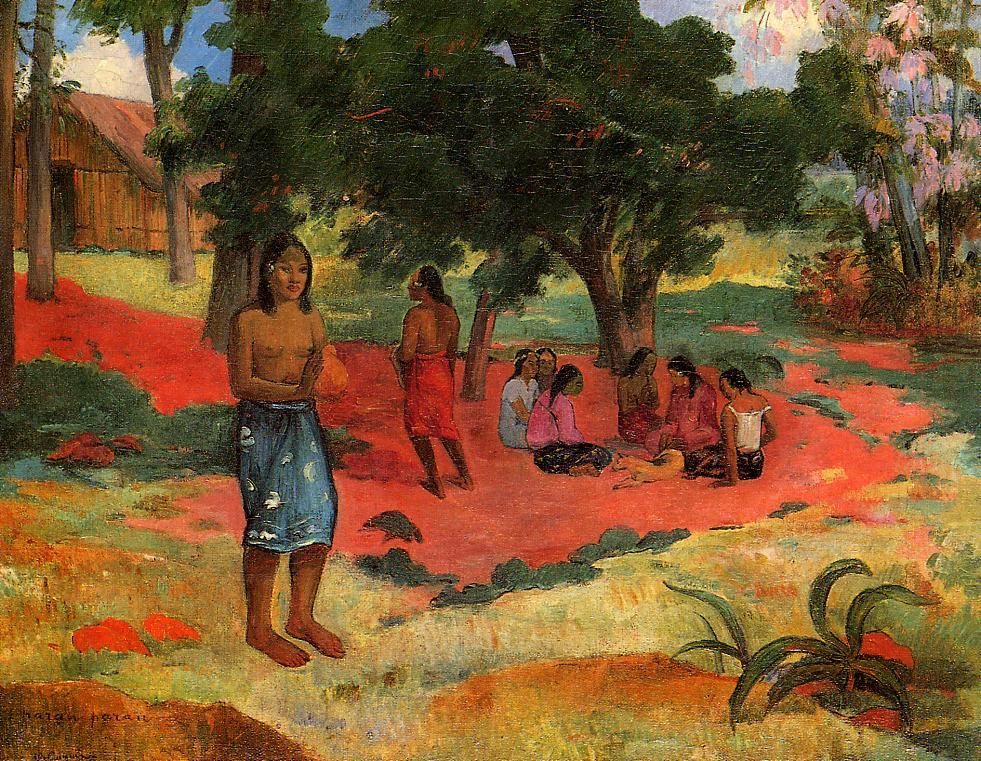
«Слова, сказані пошепки (Parau Parau)». Художня галерея Єльського університету.